# Фрейзер, Тед
Эдвард Хартвелл «Тед» Фрейзер (англ. ; 21 января 1907, Стонем, Массачусетс — 2 ноября 1971, Уилмингтон, Массачусетс) — американский хоккеист, вратарь; серебряный призёр зимних Олимпийских игр 1932 года и дважды серебряный призёр чемпионатов мира 1931 и 1932 года.

## Биография
Учился в средней школе Стонема, увлекался бейсболом и хоккеем. Работал механиком. Выступал за любительскую хоккейную команду «Бостон Олимпикс» в Восточной хоккейной лиге на позиции вратаря. В составе сборной США завоевал серебряные медали чемпионата мира 1931 года в Польше и зимних Олимпийских игр 1932 года в Лейк-Плэсиде (они были одновременно чемпионатом мира). Провёл одну игру на Олимпиаде.